# Stanisław Łaciński
Stanisław Łaciński ps. Tomek, Hiszpan (ur. 1908, zm. 8 lutego 1944 w Pruszkowie-Żbikowie) – oficer GL i AL, uczestnik wojny domowej w Hiszpanii i II wojny światowej.

## Życiorys
Pochodził z rodziny robotniczej, należał do Komunistycznego Związku Młodzieży Polskiej. W późniejszym czasie był członkiem Komunistycznej Partii Polski. Wstąpił do Brygady im. Jarosława Dąbrowskiego i walczył w Hiszpańskiej wojnie domowej będąc oficerem w stopniu porucznika. Podczas pobytu we Francji został internowany i zesłany do Rzeszy na roboty przymusowe, z których zbiegł w lipcu 1942. Przedostał się do Warszawy, gdzie wstąpił w szeregi Polskiej Partii Robotniczej, gdzie został współtwórcą Gwardii Ludowej. W grudniu 1942 został dowódcą okręgu Warszawa Lewa Podmiejska, trwało to do maja 1943 kiedy to przeniósł się do pracy na Śląsk. W lipcu otrzymał stopień kapitana Gwardii Ludowej i dowództwo okręgu Zagłębie, a później Obwodu V Zagłębie. Awans na dowódcę okręgu II Gwardii Ludowej otrzymał 4 lutego 1944. Następnego dnia przyjechał do Pruszkowa, do bazy Armii Ludowej zlokalizowanej w Pruszkowie-Żbikowie przy ul. Pilnikowej 24. Punkt był obserwowany przez Gestapo, które wspomagane przez żandarmerię zaatakowało budynek. Po trwającej kilka godzin walce Stanisław Łaciński zginął od kul, wraz z nim poległ Stanisław Marczak ps. Adam i właścicielka mieszkania Stanisława Tomaszewska z synem.